# نیکولووو
نیکولووو (به لاتین: Nikolovo) یک منطقهٔ مسکونی در بلغارستان است که در شهرستان مونتانا واقع شده‌است.